# Dean Erickson
Dean Erickson (Maine, 5. prosinca 1958.) je američki glumac.
Iako je primio pomanji uspjeh igrajući u Shakespeareovim predstavama, najbolje je poznat po svojoj ulozi Gabriela Knighta u drugom nastavku istoimenog serijala. 2003. je izjavio na svojoj službenoj stranici da je trgovac nekretninama, pa se i njegova službena stranica pretvorila u stranicu o nekretninama, navodeći da se više neće vraćati glumi.
Prema intervjuu Adventure Classic Gaminga. 2006., radi kao financijski savjetnik u Kaliforniji, SAD-u. Kazao je da mu nije ponuđena niti jedna uloga u nekog filmu ili igri. Zanimljivo je to što je u jednom intervjuu rekao: "Jedva da sam radio s Joanne Takahashi (glumica koja je ulozi Grace Nakimura u The Beast Within), zato što se naše vrijeme samo preklepalo tjedan ili nešto."
Erickson se također pojavio u televizijskoj seriji Frasier. U epizodama naslovljenim S01E02 "Space Quest", S01E04 "I hate Frasier Crane", S01E15 "You Can't Tell a Crook By His Cover", S01E16 "The Show Where Lilith Comes Back" i S01E17 "A Midwinter Night's Dream" u ulozi je konobara koji žudi biti glazbenik.

## Vanjske poveznice
- (tal.) Profil Deana Ericksona  Arhivirana inačica izvorne stranice od 11. ožujka 2007. (Wayback Machine)
- IMDb profl